# 243. vrtulníková letka

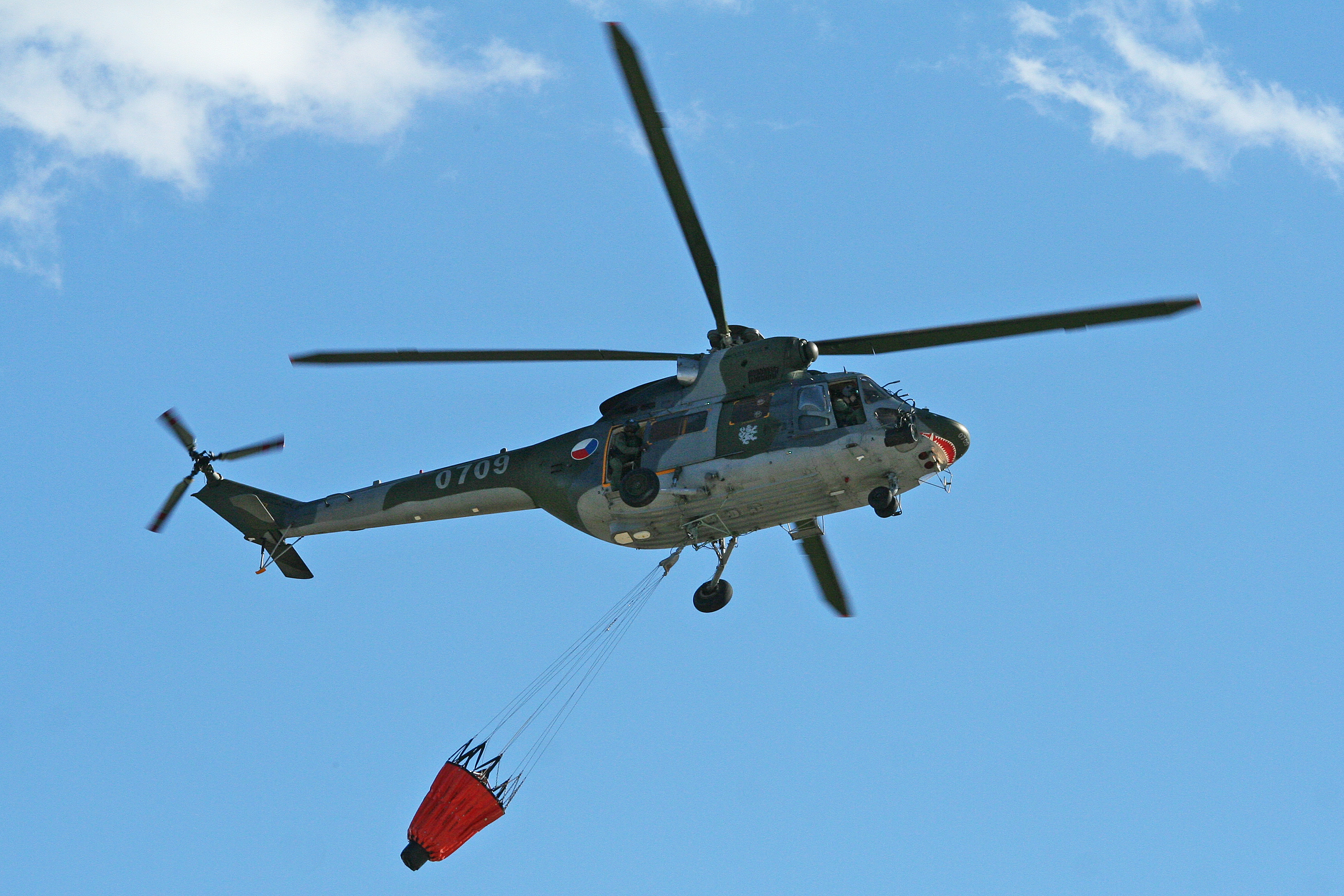
PZL W-3A Anakonda při dni otevřených dveří

243. vrtulníková letka je součástí Vzdušných sil Armády České republiky v rámci 24. křídla 24. základny dopravního letectva na letišti Praha-Kbely. Letka vznikla dne 1. října 2007 přejmenováním 242. vrtulníkové letky, která existovala od 1. července 2003 poté, co došlo k rozdělení sesterské 241. dopravní letky na 241. dopravní a 242. transportní a speciální letku. Velitelem letky je podplukovník Ing. Petr Šafařík.

## Úkoly a nasazení
243. vrtulníková letka zajišťuje přepravní úkoly a to jak ve prospěch Armády České republiky tak k potřebám přepravy ústavních a vládních činitelů na kratší vzdálenosti. V rámci spolupráce s IZS jsou vybrané posádky cvičeny na hašení požárů s pomocí bambi vaků.
Kromě přepravních letů letka zajišťuje:
- leteckou záchrannou službu vrtulníkem W-3A na letišti Plzeň-Líně (stanice Kryštof 07) a
- na letišti Praha-Kbely nepřetržitou službu pátrání a záchrany (SAR) vrtulníkem Mi-17.[2]

Vrtulníky letky rovněž zabezpečují pohotovost k přepravě:
- pro Institut klinické a experimentální medicíny a
- pro nasazení příslušníků Vojenské policie nebo Policie České republiky.[3]

V říjnu 2008 došlo k zvětšení počtu strojů a personálu začleněním posádek a vrtulníků od zrušené 233. odloučené vrtulníkové letky z letiště v Dobřanech u Plzně.
Od roku 2010 se příslušníci letky podíleli ona letišti v Kábulu na výcviku pozemního i létajícího personálu afghánského letectva.
Od ledna 2017 do prosince 2020 zajišťovala 243. letka leteckou záchrannou službu jedním strojem W-3A také na vojenském letišti Bechyně (stanice Kryštof 13)
V roce 2022 se po dobu 19 dní stroje W-3A Sokol a jeden stroj Mi-17 a posádky 243. letky podílely na hašení požáru v národním parku České Švýcarsko. V návaznosti na tento požár došlo v roce 2023 k výcviku posádek vrtulníků Mi-17 z 243. a Mi-171Š z 222. vrtulníkové letky v hašení s bambi vakem o kapacitě až 3000 litrů.
Vzhledem k vyřazování salóních vrtulníků Mi-8S, jimž postupně dochází technická životnost došlo v roce 2022 k zahájení přestavby dvou Mi-17 v LOM Praha do podoby pro přepravu cestujících.

## Výzbroj letky
Ve výzbroji letky se nacházejí:
- 1 vrtulník Mil Mi-8S[9]
- 5 transportních vrtulníků Mil Mi-17
- 10 víceúčelových vrtulníků PZL W-3A Sokol (4 v transportní a 6 v záchranné konfiguraci).